# Costa (Gargnano)
Costa  è una frazione montana del comune di Gargnano,  in provincia di Brescia. Costa con i suoi 18 chilometri da Gargnano detiene un singolare primato, quello di essere una delle frazioni in Italia più lontane dal proprio capoluogo. La frazione è composta da diverse contrade, oggi in parte disabitate: Costa, Torazzo, Pasiana, Rocca, Mignone, Casalì, Ronchel, Samuelli, Piazza, Mulino e Paolone.
La chiesa parrocchiale è dedicata al culto di San Bartolomeo apostolo che si festeggia il 24 agosto. La popolazione residente è dedita all'allevamento del bestiame bovino.

## Origine del nome
Molte località nel nord Italia si designano con questo toponimo perché poste sulla costa a “lato”, “fianco” di una montagna, così è per l'abitato di Costa che compare per la prima volta nella toponomastica del 1200.

## Storia
Le origini della frazione sono antichissime e risalirebbero ad un insediamento di popolazioni celtiche: Stoni o Galli Cenomani. Nelle vicinanze della frazione si trova il Passo della Fobbia, il che avvalorerebbe l'ipotesi, secondo gli storici, di una presenza longobarda nella zona poiché “Fobbia”  sarebbe appunto un termine di quell'antica popolazione, il cui significato è proprio quello di passo, gola o valico.
Costa è posta a ridosso della Val Vestino con la quale comunicava attraverso la mulattiera di Bocca di Paolone con Droane e Cadria, dal 1861 al 1918 vi passava il confine tra Regno d'Italia e Austria Ungheria, dopo che per secoli era stata zona di confine tra Repubblica di Venezia, di cui faceva parte, e la Contea principesca del Tirolo. Dopo la parentesi napoleonica Costa fu confine tra il Lombardo Veneto e l'Impero d'Austria.
Porta naturale d'ingresso dal Lago di Garda alla Val Vestino e al Trentino sud occidentale, Costa fu per secoli luogo di passaggio privilegiato per quegli eserciti che intendevano penetrarvi. Nel maggio 1513 il condottiero della Serenissima Scipione Ugoni salì da Gargnano e depredò la terra di Magasa e Cadria.
Nel 1580 la frazione fu raggiunta dai legati del cardinale Carlo Borromeo in visita pastorale nella riviera di Salò e in quel periodo fu anche luogo di rifugio e di scorribande dei banditi Giovanni Beatrici di Gargnano e Eliseo Baruffaldi di Turano braccati dai provveditori veneti di Salò. Amministrativamente in antico la frazione era costituita in "vicinia" mentre gli statuti di Gargnano del 1600 prevedevano un generale consiglio composto di sessanta consiglieri di cui 12 espressi da Gargnano, 8 da Villa, 9 da Bogliaco, 9 da Villavetro, 6 da Fornico, 3 da Zuino, 3 da Navazzo, 4 da Formaga, 3 da Musaga, 1 da Sasso, 1 da Costa, 1 eletto dal Consiglio.
Nel 1796 a seguito della guerra della Prima coalizione, Costa fu presidiata da reparti austriaci della Brigata del generale austriaco Josef Philipp Vukassovich che avevano il compito di collegamento e supporto dei reparti posti in retroguardia a Bollone e in Val Vestino e gli avamposti istituiti nella Riviera di Salò a Gardola per controllare i movimenti delle truppe rivoluzionarie francesi. Dal 1850 la zona fu preda della violenza della famiglia Tosetti detti "Begai" dedita a furti e omicidi: nel 1854 assassinarono Pietro Bertola al Fornello di Magasa: arrestati e processati a Rovereto furono condannati alla pena del carcero duro che scontarono nella fortezza di Gradisca d'Isonzo. Nonostante dell'arresto della famiglia Tosetti e l'intervento repressivo della magistratura austriaca contro il banditismo, la criminalità era ancora diffusa sulle montagne,  difatti nella notte tra il 6 e 7 maggio 1858 la chiesa di San Bartolomeo fu violata e furono rubati oggetti e parametri sacri di valore.
Nel luglio 1866, durante la terza guerra di indipendenza, la frazione assunse un ruolo strategico di grande rilevanza come base logistica per le operazioni del Corpo Volontari Italiani di Giuseppe Garibaldi impegnato nell'offensiva contro gli austriaci attivi in Val Vestino. Il colonnello Pietro Spinazzi, comandante del 2º Reggimento Volontari Italiani, minacciò di “devastazione e incendio” il borgo a causa della scarsa collaborazione dei popolani nei confronti dei garibaldini.
A fine Ottocento a seguito degli accordi di confine stipulati tra il Regno d'Italia e l'Impero d'Austria, a Costa fu istituita una casermetta della Guardia di Finanza con lo scopo di vigilare sul traffico commerciale e il transito pedonale presso la sezione di Casello di Dogana di Bocca di Paolone e lungo l'impervio confine di Stato.

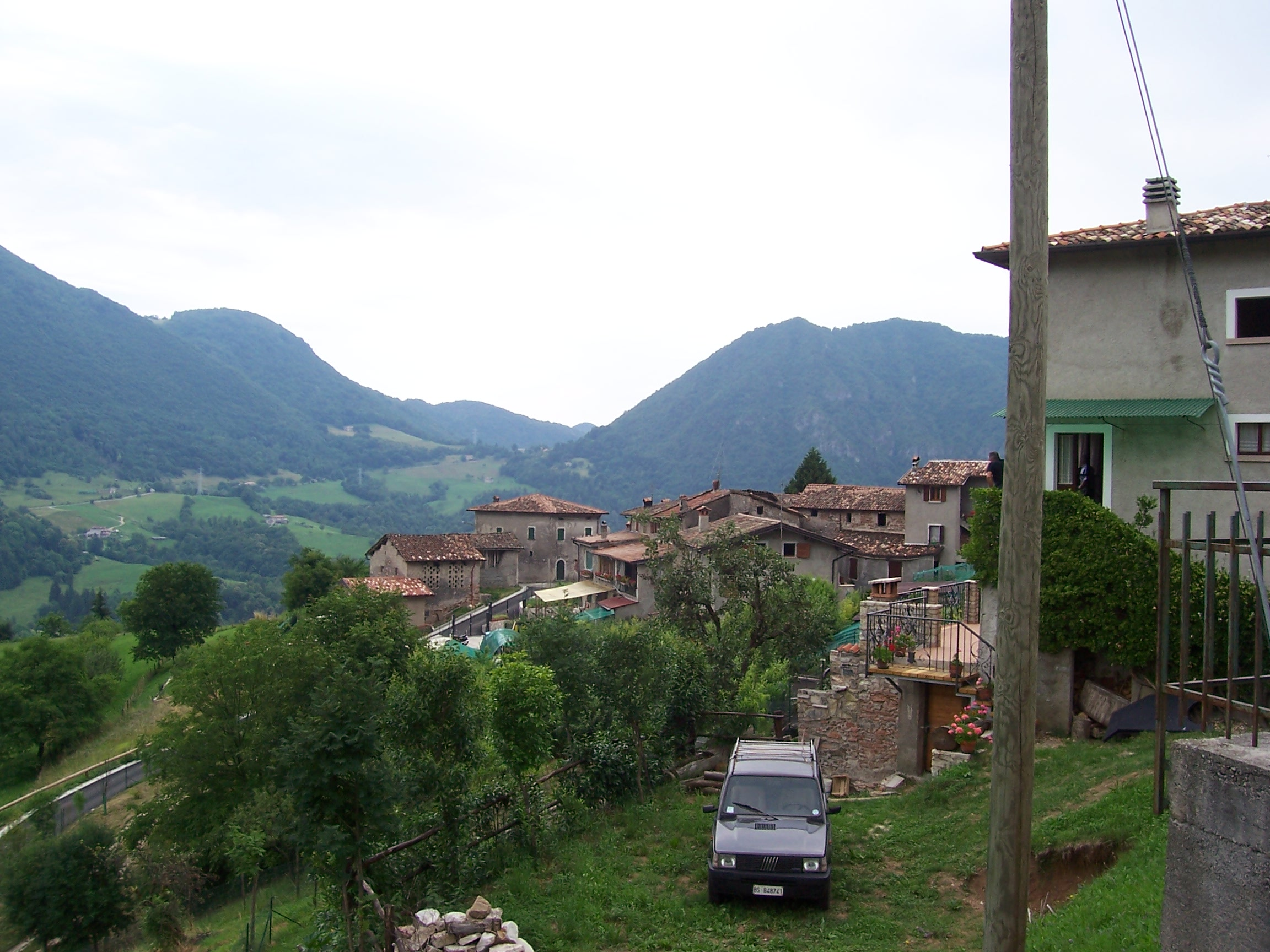
Veduta di Costa, sullo sfondo Bocca Magno

Nel maggio 1915 a seguito dello scoppio della prima guerra mondiale il villaggio fu attraversato dal VII Reggimento Bersaglieri diretto all'occupazione della Val Vestino. In quell'occasione l'edificio delle scuole elementari fu trasformato in un ospedaletto da campo. Nel marzo 1945 nel corso di un duello aereo nella parte nord del lago di Garda fra caccia dell'Aeronautica Nazionale Repubblicana e dell'USAF, fu abbattuto l'apparecchio del maggiore Adriano Visconti che si paracadutò nei pressi dell'abitato.

### Il vecchio confine di Stato di Lignago. Il Casello di Dogana di Gargnano detto della Patoàla e le sue due sezioni
Il territorio della Val Vestino divenne italiano ufficialmente il 10 settembre 1919 con il trattato di pace di Saint Germain: verso il 1934 fu posizionata per volontà dell'allora segretario comunale di Turano, Tosetti,  una targa lapidea all'inizio della Valle del Droanello presso l'ex strada provinciale che correva lungo il greto del torrente Toscolano, nella località Lignago. Essa indicava il vecchio confine esistente tra il Regno d'Italia e l'Impero d'Austria-Ungheria dal 1802 fino al termine della Grande Guerra, nel 1918. Questa lapide fu poi ricollocata con la costruzione dell'invaso artificiale nel 1962 nella posizione attuale, sempre in località Lignago, presso il terzo ponte del lago di Valvestino, detto della Giovanetti prende il nome dalla ditta che lo costruì, mentre a poca distanza da questa l'edificio della vecchia caserma della Patoàla della Regia Guardia di Finanza è oggi sommerso dalle acque della diga. Questo era stato costruito nel XIX secolo, quando ancora il lago non c’era, serviva a controllare il transito delle merci attraverso il confine. Fu poi dismesso dopo la fine della guerra e delle ostilità, esattamente nel 1919.

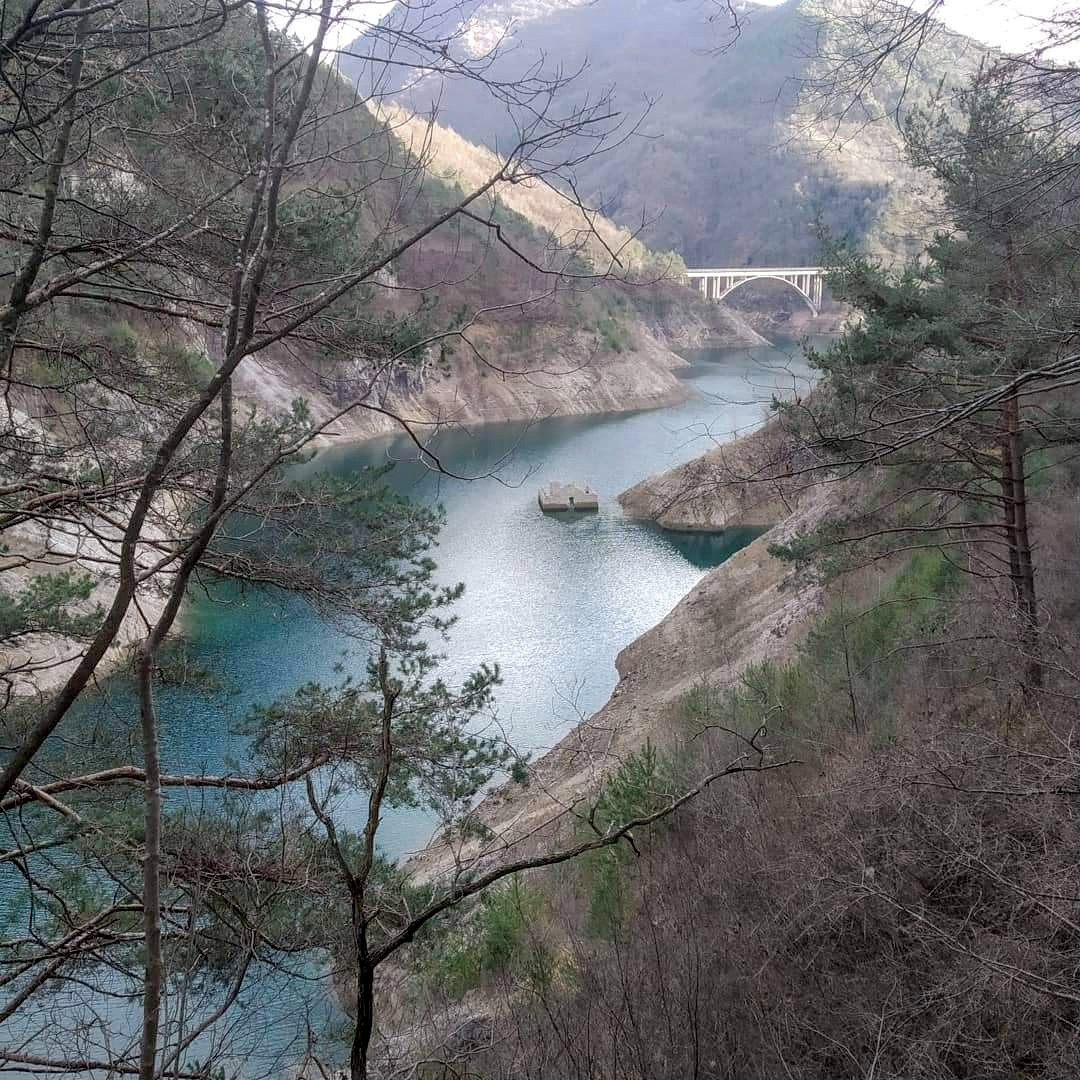
L'ex caserma o casello della Regia Guardia di Finanza alla Patoàla, oltre il ponte sul Rio Costa

Un casello di dogana esisteva originariamente al Ponte Cola, già a partire dal 1859 a seguito della cessione da parte dell'Austria, sconfitta, della Lombardia al Regno d'Italia, precisamente sul Dosso di Vincerì, ove sorge l'attuale diga del lago di Valvestino. Infatti il 30 dicembre 1859 il re Vittorio Emanuele II istituì nelle provincie della Lombardia gli uffici di dogana a Gargnano, Salò, Limone del Garda, Anfo, Ponte Caffaro, Bagolino e Hano (Capovalle), quest'ultimo dipendente dalla sezione di Maderno e dall'Intendenza di Finanza di Brescia. Due mesi dopo, con la circolare del 20 febbraio 1860 n.1098-117 della Regia Prefettura delle Finanze inviata alle Intendenze di Finanza del Regno si emanavano le prime disposizioni a riguardo della vigilanza sulla linea di confine di Stato e prevedeva che: "Nella Provincia di Brescia e sotto la dipendenza di quell' Intendenza delle Finanze si stabilirà un'altra Sezione della Guardia di finanza che avrà il N. XIII ed il cui Comando risiederà a Salò, per la Dirigenza dei Commissariati di Salò e di Vestone, e inoltre di un Distretto di Capo indipendente a Tremosine incaricato della sorveglianza del territorio al disopra di Gargnano".
Nel 1870 era già attiva la sezione del Casello di Gargnano presso l'abitato di Hano, sul Dosso Comione, a controllo dell'accesso carrabile della Val Vestino verso Moerna e come ricevitore reggente di 8ª classe figurava Vincenzo Bertanzon Boscarini. Ma è nel 1874 con il riordino delle dogane che il casello fu spostato più a nord in località Patoàla e chiamato nei documenti ufficiali Casello di Gargnano con due sezioni di Dogana: una a Bocca di Paolone e l'altra a Hano, Capovalle, in località Comione. Secondo la legge doganale italiana del 21 dicembre 1862, i tre caselli essendo classificati di II ordine classe 4ª, avevano facoltà di compiere operazioni di esportazione, circolazione e importazione limitata, e III classe per l'importanza delle operazioni eseguite, era previsto che al comando di ognuno vi fosse un sottufficiale, un brigadiere. I militari della Regia Guardia di Finanza dipendevano gerarchicamente dalla tenenza del Circolo di Salò per il Casello di Gargnano (Patoàla), la sezione di Bocca di Paolone e la caserma di monte Vesta, la sezione di Hano (Comione) dalla tenenza di Vesio di Tremosine,  mentre le Dogane dalla sede della Direzione di Verona.
La caserma sul monte Vesta e quella di Bocca Paolone furono costruite nel 1882, quest'ultima fu ampliata nel 1902 ed era considerata una sezione della Dogana, come quella di Hano a Comione i cui lavori di rifacimento terminarono nel 1896, in quanto collocata in un luogo distante dalla linea doganale, classificato come un posto di osservazione per vigilare ed accettare l'entrata e l'uscita delle merci. Le casermette dette demaniali di monte Vesta con quelle di Coccaveglie a Treviso Bresciano e più a sud del Passo dello Spino a Toscolano Maderno e della Costa di Gargnano completavano la cinturazione della Val Vestino con lo scopo principale del controllo dei traffici e dei pedoni sui passi montani. Le merci non potevano attraversare di notte la linea doganale,  ossia mezz'ora prima del sorgere del sole e mezz'ora dopo il tramonto dello stesso. Era previsto dalle disposizioni legislative che la "Via doganale" fosse "la strada che dalla valle Vestino mette nel regno costeggiando a diritta il fiume Toscolano: rasenta quindi la cascina Rosane e discende al fiume Her, ove si dirama in due tronchi, uno dei quali costeggiando sempre il detto fiume conduce a Maderno e l'altro per la via dei monti discende a Gargnano". Le pene per il contrabbando erano alquanto severe, prevedendo oltre all'arresto nei casi più gravi, la confisca delle merci o il pagamento di un valore corrispondente, la perdita degli animali da soma o da traino, dei mezzi di trasporto sopra cui le merci fossero state scoperte. Temperava, però, tale eccessivo rigore, il sistema delle transazioni, grazie alle quali era possibile concordare l'entità della sanzione applicabile, anche con cospicue riduzioni della pena edittale.
A seguito del trattato commerciale tra il Regno e l'Austria-Ungheria del 1878 e del 1887 furono consentite particolari agevolazioni ad alcuni prodotti pastorali importati dalla Val Vestino qualora fossero accompagnati dal certificato d'origine. Era previsto che la Dogana di Casello della Patoàla nel comune di Gargnano, della sezione di Casello di Bocca di Paolone a Tignale o della sezione di Casello di Comione a Capovalle dovessero ammettere, come una riduzione del 50 per cento sul dazio: 25 quintali di formaggio, 65 di burro e 30 di carne fresca.
Nel 1892 le esenzioni fiscali fin lì praticate non furono bene accolte da alcuni politici del parlamento del Regno, che sottolinearono negli atti parlamentari: "Né vogliamo passare sotto silenzio i pensieri che hanno destato in noi le nuove clausole per la magnesia della Valle di Ledro e i prodotti pastorali di Val Vestino. Con queste clausole si aumenta, a favore dell'Austria, il numero, già abbastanza ragguardevole, delle eccezioni, mediante le quali le due parti contraenti accordano favori ristretti ai prodotti di determinate provincie. Vivi e non sempre ingiusti sono i reclami sollevati in varie parti del Regno da questa parzialità di trattamento e sarebbe stato desiderabile che, come fu fatto nel 1878 rispetto ai vini comuni, si tentasse di estendere i patti dei quali si discorre a tutte le provincie. Non dubitiamo che il Governo italiano si sia adoperato a tal fine con intelligente sollecitudine, ma dobbiamo rammaricarci che non ha ottenuto l'intento". Nello stesso anno, l'Intendenza di Finanza di Brescia rendeva noto che con decreto regio del 25 settembre, la sezione di Hano della Dogana di Gargnano veniva elevata a Dogana di II ordine e III classe.
Nel 1894 l'importazione consisteva in: "Carne fresca della Valle di Vestino importata per la Dogana di Casello, totale 196 q. Burro fresco della Valle Vestino importato per la Dogana di Casello, totale 2.048 q. Formaggio della Valle Vestino importato per la Dogana di Casello, totale 63.773 q.".
Nel 1897 l'Annuario Genovese chiariva le nuove disposizioni riguardanti la fiscalità dei prodotti importati: «Per effetto del trattato con l'Austria-Ungheria, il burro di Valle Vestino, importato per la dogana di Casello con certificati di origine, rilasciati dalle autorità competenti, è ammesso al dazio di lire 6.25 il quintale se fresco, ed al dazio di lire 8,75 il quintale, se salato, fino alla concorrenza di 65 quintali per ogni anno.
Per effetto del trattato con l'Austria-Ungheria, il brindsa, specie di formaggio di pecora o di capra, di pasta poco consistente, e ammesso al dazio di lire 3 il quintale, fino alla concorrenza di 800 quintali al massimo per ogni anno, a condizione che l'origine di questo prodotto dell'Austria-Ungheria sia provata con certificati rilasciati dalle autorità competenti.
Per effetto dello stesso trattato, il formaggio (escluso il brindza) della Valle Vestino, importato per la dogana di Casello con certificati di origine rilasciati dalle autorità competenti, e ammesso al dazio di lire 5.50 il quintale fino alla concorrenza di 25 quintali per ogni anno».
Nel 1909 la Direzione delle Dogane e imposte indirette del Regno precisava che i Caselli doganali della Val Vestino erano due, quello della Patoàla e l'altro quello del Dosso Comione a Capovalle e la via doganale era: "La strada mulattiera, che dalla Val Vestino mette nel Regno per il ponte Her, ove si dirama in due tronchi che mettono l'uno al Casello, Maderno a Gargnano, e l'altro, seguendo le falde del monte Stino, ad Hano e Idro, costituisce la via doganale di terra poi transito delle merci in entrata e uscita.
Autorizzata all'attestazione dell'uscita in transito delle derrate coloniali, del petrolio ed altri generi di consumo, compreso il sale, trasportati per la dogana di Riva di Trento e destinati ai bisogni degli abitanti in Val Vestino".
Tra i vari avvicendamenti di servizio presso il Casello Doganale si ricorda nel 1911 quello del brigadiere scelto Aiuto Stefano assegnato, a domanda, alla reggenza della Dogana di Stromboli che venne sostituito, a domanda, dal brigadiere Aurelio Calva della Dogana di Luino. Con lo scoppio fella Grande Guerra il Casello perse importanza e nel 1916 con le nuove disposizioni: "Vigilanza sul servizio di vendita dei generi di privativa. Circolare 13 aprile 1916 n. 1412 ai Comandi di Tenenza e di Sezione della R. Guardia di Finanza e, per conoscenza, al Comandi di Legione della R. Guardia di Finanza di Venezia e Milano, ed ai Commissari Civili.
In dipendenza della circolare del 3 marzo 1916 n. 1430 (Doc. 149) con cui è stata determinata la circoscrizione dei reparti della Guardia di Finanza nei territori occupati, si comunicano al Comandi di Tenenza e Sezione le prescrizioni per la vigilanza sul servizio di smercio dei generi di privativa, che anche nelle nuove regioni si effettua col concorso di due organi di distribuzione: gli uffici di vendita e le rivendite. I primi hanno sede nel Comuni di Cervignano, Cormons, Caporetto, Cortina d'Ampezzo, Fiera di Primiero, Grigno, Ala e Storo, sono gestiti da sottufficiali del Corpo e provvedono nell'ambito della circoscrizione dei singoli distretti politici al rifornimento delle rivendite ivi istituite, tranne che per gli esercizi della Val Vestino e della Vallarsa, aggregate agli uffici di vendita di Salò e Schio".

### Marzo 1945, l'ultimo duello aereo nei cieli del lago di Garda, la caduta dell'asso
Mancava solo un mese alla fine del secondo conflitto mondiale e il primo combattimento sul caccia di importazione tedesca Messerschmitt Bf 109 G.10 della Repubblica Sociale Italiana ebbe luogo nella tarda mattina di mercoledì 14 marzo 1945.  Il maggiore Adriano Visconti, asso dell'aviazione italiana accreditato nel dopoguerra di 10 vittorie aeree accertate in 600 missioni operative, comandante del 1º Gruppo caccia "Asso di bastoni", alle ore 11,  su allarme del Comando Tattico di Verona, decollò con altri 16 Messerschmitt  dall'aeroporto Campo della Promessa di Lonate Pozzolo, in direzione del Lago d'Idro. Qui alle ore 11.15, intercettò a 6.000 metri di quota, sulla verticale del lago di Garda, nella zona compresa tra Cadria, Cima Mughera e monte Puria, una formazione di B-25 Mitchell del 321th Bomber Group, che rientrava a Pisa dopo il bombardamento del ponte ferroviario di Vipiteno. Gli otto P-47 Thunderbolt di scorta del 350th Fighter Group attaccarono a loro volta i Messerschmitt italiani. Nel corso del breve combattimento alle 11.30 a San Vigilio di Concesio un Messerschmitt Bf 109 G.10, colpito al motore, tentò un atterraggio di fortuna su un prato e quando tutto sembrò andare per il meglio, tanto che il pilota aprì il tettuccio, negli ultimi metri l’aereo urtò contro un muretto, le lamiere del Bf 109 spezzarono il volto uccidendo il sergente maggiore Giuseppe Chiussi. Un altro Messerschmitt pilotato dal sergente Domenico Balduzzo cadde nel cielo del lago d'Idro schiantandosi in località Naveze a Pieve d'Idro,  il paracadute non funzionò ed il pilota Balduzzo trovò istantanea morte fra le rocce. La carcassa dell'aereo fu in parte «cannibalizzata» nei giorni seguenti dalla popolazione locale e poi recuperata in parte dall'autorità militare. Adriano Visconti attaccò frontalmente il Thunderbolt del 1/Lt. Charles Clarke Eddy, rivendicandone l'abbattimento, ma lo stesso comandante del 1º Gruppo fu colpito e ferito al volto dalle schegge del proprio parabrezza e costretto a lanciarsi con il paracadute che atterrando si impigliò su dei rami di un pino sito nei pressi del piccolo cimitero di Costa di Gargnano. Recuperato da una pattuglia motorizzata tedesca fu portato all'ospedale militare di Gardone Riviera per ricevere le prime cure mediche. Il bilancio della giornata fu drammaticamente negativo: tre piloti italiani morti e uno ferito, tre aerei abbattuti e sei danneggiati, a fronte di un solo P-47 dell'United States Air Force danneggiato. Lo stesso Benito Mussolini accompagnato da ufficiali tedeschi, dal terrazzo di Villa Feltrinelli a Gargnano, assistette al frastuono causato in cielo dagli aerei, dai colpi di cannone e mitragliatrici e dal rombo dei motori; il duello in quota era visibile sulla sponda occidentale del lago in quanto avveniva a circa 2.000 metri di quota. Il 15 marzo l'ANR attribuì a Visconti la vittoria e la segreteria inoltrò la pratica per richiedere il "Premio del Duce", le 5.000 lire che spettavano all'abbattitore di un monomotore. In realtà il P-47 Thunderbolt dell'americano Eddy rientrò alla base di Pisa con il velivolo danneggiato ed era di nuovo operativo il 2 aprile successivo in un'altra missione. Il Messerschmitt Bf 109 di Visconti "cadde oltre la Costa" a sei chilometri di distanza sulle montagne della Valle del Droanello, tra il territorio di Valvestino e quello del comune di Tignale, in provincia di Brescia dando origine ad un incendio boschivo. Testimoni affermarono che parte dell'aereo si schiantò, probabilmente nelle zone interne della Val Vestino a Magasa dove precipitò un serbatoio supplementare, non identificato, in località Rì o Capovalle così come il frammento di un'elica americana Aeroprop e il serbatoio supplementare di un P-47 Thunderbolt oggi conservati nel Museo dei reperti bellici di Capovalle mentre i resti più consistenti dell’aereo rinvenuto sui monti di Tignale furono smontati nei mesi successivi e ciò che poteva essere recuperato fu trattenuto da coloro che avevano assistito all’accaduto. Una piccola parte di metallo del velivolo riconducibili a un serbatoio, a quelli di un trasmettitore radio, grosse porzioni di alluminio avio con scritte che non lasciano adito a dubbi, saranno ritrovati sulle montagne di Tignale a Cima Carbonere e identificati nel 2019 dagli esperti dell’associazione Air Crash Po e Romagna Air finders.

## Architetture religiose

### La chiesa di San Bartolomeo
La chiesa venne costruita attorno al 1400 per iniziativa della popolazione, i cui capifamiglia riuniti in "vicinia" ebbero il patronato sulla parrocchia, al quale rinunciarono il 3 marzo 1932. La dedicazione della chiesa al culto di San Bartolomeo Apostolo suggerisce agli storici locali un’origine ancora più antica e pare collegare l’edificio ad una preesistente casa ospitale destinata a dare rifugio ai viandanti che percorrevano la strada di collegamento tra il lago di Garda, la Val Vestino e il lago d'Idro. L'edificio ha un'unica navata. Sull'altare maggiore sta una pala, con la Madonna e il Bambino raccolta in una soasa di legno dorato adorna di due statue. Sull'altare di destra sta una statua della Madonna in legno dipinto del secolo XIX, raccolta in una soasa contornata dai 15 Misteri del Rosario. Ai lati stanno due tele raffiguranti Santa Caterina e San Domenico. Il paliotto, il tabernacolo e la soasa sono in legno dorato. Sull'altare di sinistra sta una pala di ignoto raffigurante il Battesimo di Gesù. Il paliotto e la soasa sono in legno dorato. Una delle case più singolari e "civili" è una costruzione probabilmente cinquecentesca che il Lechi dice "antica...", con molto carattere, ma indefinibile sotto ogni aspetto, sia cronologico, sia nello stile. È una casa rusticissima con logge sovrapposte di quattro arcate costruite in un muro spesso, quasi fossero scavate nella roccia". Nel 2017 sono stati ultimati i lavori di riqualificazione del sagrato.
Il 16 agosto 1954, "sua eccellenza" monsignor Guglielmo Bosetti, vescovo ausiliare di Brescia, inaugurò le nuove campane. Il vescovo "battezzò" le campane come se si trattassero di creature viventi. Ognuna aveva il suo nome: la prima era dedicata a San Francesco d'Assisi, la seconda a San Luigi, la terza a San Rocco, la quarta la più importante era dedicata a San Bartolomeo, patrono di Costa, e la quinta a San Giuseppe. Le cinque campane avevano i rispettivi padrini e madrine. La prima aveva come madrina Caterina Bertella, la seconda come padrino Serafino Comincioli, la terza come padrino Pasqua Giuseppe, la quarta come padrino Nabalini Santo Giacomo, la quinta come padrino Comincioli Giacomo Giuseppe.  Il parroco del tempo don Antonio Rossi disse: "Il popolo di Costa costruì con ammirevole concordia."